# 哈尔登旺
哈尔登旺是德国巴伐利亚州的一个市镇。总面积17.98平方公里，总人口1784人，其中男性885人，女性899人（2011年12月31日），人口密度99人/平方公里。